# 加列戈斯
加列戈斯，是西班牙卡斯蒂利亚-莱昂塞戈维亚省的一个市镇。 总面积22平方公里，总人口97人（2001年），人口密度4人/平方公里。